# Sankt Örjans kapell, Halmstad

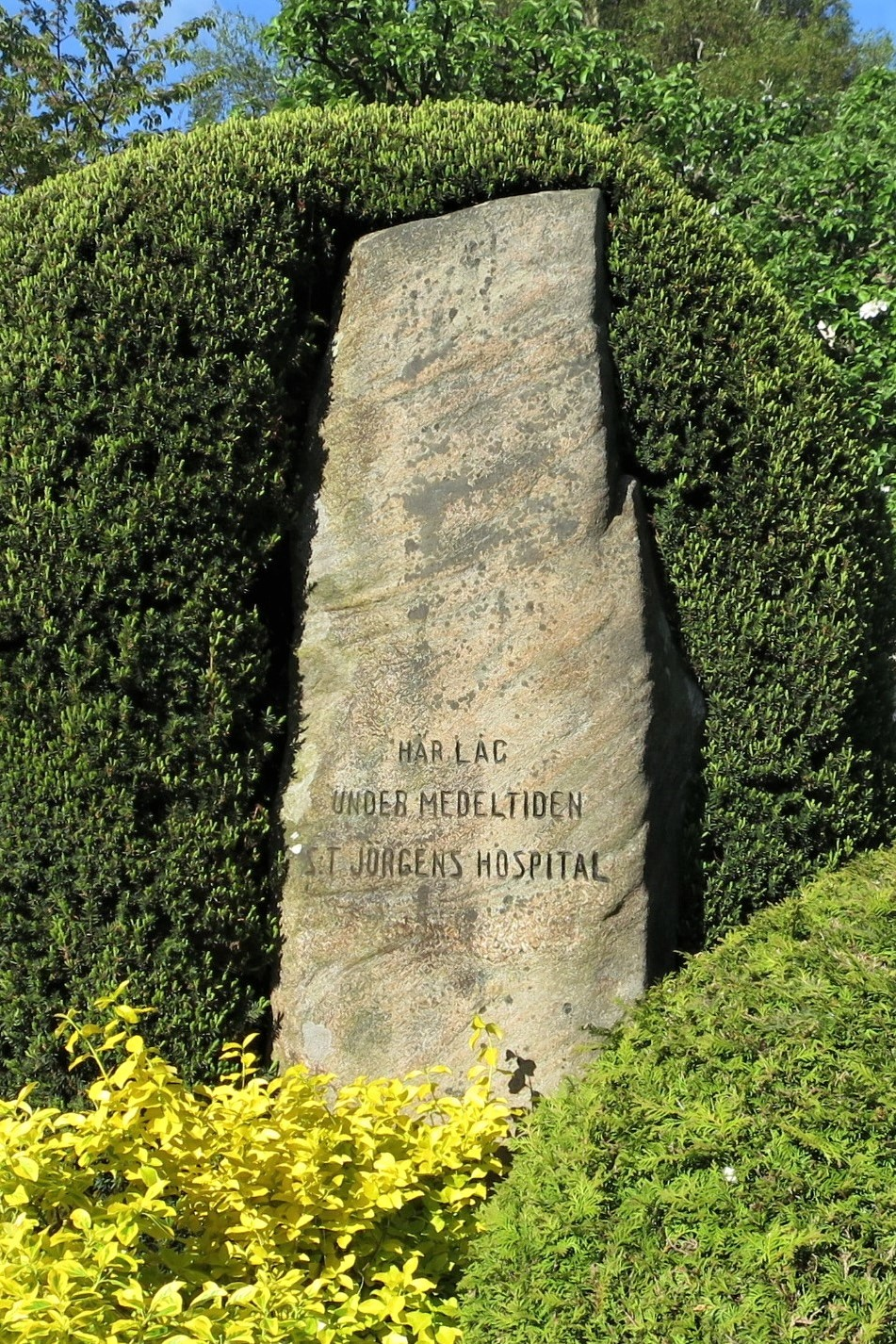
Minnessten över S:t Jörgens hospital vid Örjans vall

Sankt Örjans kapell var en kyrkobyggnad och en del av ett dominikanerkloster i Halmstad i Halland, beläget vid nuvarande Örjans vall.

## Kyrkobyggnadens historia
Det äldsta Halmstad sträckte sig från litorinavallen vid Örjans vall mot norr längs Nissan cirka 2 kilometer. I den norra delen låg Halmstads Vårfrukyrka, Maria kyrka, i det som senare kom att heta Övraby, den övre byn. En kyrka hade sannolikt redan uppförts där omkring år 1000. Kvar finns idag Övraby kyrkoruin. Under 1300-talets första årtionden utökades Halmstad söderut med gården Brooktorp närmare Nissans mynning. Där byggdes den nya och befästa delen av staden.

På 1200-talet var ett dominikanerkloster etablerat i Halmstad. De anlade ett konvent och byggde en kyrka, Sankt Örjans kapell. Klostret var beläget i södra delen av det dåvarande stadsområdet vid nuvarande Örjans vall. År 1264 agerar dess prior för påvestolen i striden mellan kung Kristofer I och ärkebiskop Jakob Erlandsson i Lund. Dominikanermunken och författaren Petrus de Dacia besöker dominikanerklostret i Halmstad 1270-71 och skrev därifrån brev till sin älskade Kristina av Stommeln nära Köln. Detta är det äldsta kända dokumentet skrivet i Halmstad.

Under 1300-talet och i början av 1400-talet flyttade dominikanerna in i det nya befästa Halmstad och på 1430-talet stod klostret S:t Katarina klart innanför Halmstads portar och vallgravar. När dominikanerna flyttade till det nya Halmstad lämnades åtminstone en byggnad kvar, S:t Örjans kapell som sedan omnämns som hospital, förvaltat av ärkebiskopen i Lund. Sjukvården stod under kyrkans överinseende och S:t Örjans kapell eller Örjansgården som den även kallades omnämns 1483 som "Öryens" hus. Föreståndare var prästen Jon. Sjukhuset finns även omnämnt 1498. År 1530 finns noteringar om att kapellet/hospitalet förstörts och 1539 övergick Örjansgården från kyrkans ägo till staden Halmstad.

Tegelruinen efter klostrets kapell finns omnämnd i början av 1800-talet och fraktades till slut bort 1861 av Wallbergs bolag. Kapellets grundmurar har frilagts vid 1900-talets början och 1922. Då 1922 lät markägaren Wallbergs Fabriks AB resa en minnessten mitt i den frilagda kapellgrunden till minnet över S:t Örjans (Jörgens) hospital. På stenen står Här låg under medeltiden S:t Jörgens hospital. Stenen står nu i en villaträdgård vid Wallbergsgatan.
 
Kapellet hade två kvadratiska rum med 15 och 11,5 meters sida. Det var obetydligt mindre än församlingskyrkan. Den västra något större delen var ämnad för folket och den östra för dominikanerbröderna. Teglet tillverkades förmodligen lokalt. 
Konventbyggnaden låg sydost om kapellet. När man 1934 anlade Wallbergsgatan frilades en mur från en tidig större stenbyggnad ungefär 50 meter från kapellgrunden, en nordlig murrest 5 meter lång och i rät vinkel en östlig 6,5 meter lång mur. Boningshuset skulle enligt ordensreglerna hysa minst 12 munkar. Det var minimum för att upprätta ett konvent. Ett dominikanerkapell hade alltid en kyrkogård i konkurrens med församlingskyrkan. S:t Örjans kyrkogård har vid flera utgrävningar påträffats söder om kapellet. Man har även funnit ett större antal gravar norr om Hedentorpsvägen.

I samma område nära Nissan låg S:t Örjans källa. Den finns beskriven ända in på 1900-talet.

Det antas att kapellet och källan på tidigt stadium helgades åt Sankt Örjan (Georgius, Göran, Jörgen), Englands skyddshelgon.

Dominikanordens regler fastställdes av påven 1216 och redan 1222 fanns ett konvent i Lund. År 1264 fanns de med säkerhet i Halmstad.